# NEU2
NEU2 (англ. Neuraminidase 2) – білок, який кодується однойменним геном, розташованим у людей на короткому плечі 2-ї хромосоми.  Довжина поліпептидного ланцюга білка становить 380 амінокислот, а молекулярна маса — 42 254.
| 10         |  | 20         |  | 30         |  | 40         |  | 50         |
| ---------- |  | ---------- |  | ---------- |  | ---------- |  | ---------- |
| MASLPVLQKE |  | SVFQSGAHAY |  | RIPALLYLPG |  | QQSLLAFAEQ |  | RASKKDEHAE |
| LIVLRRGDYD |  | APTHQVQWQA |  | QEVVAQARLD |  | GHRSMNPCPL |  | YDAQTGTLFL |
| FFIAIPGQVT |  | EQQQLQTRAN |  | VTRLCQVTST |  | DHGRTWSSPR |  | DLTDAAIGPA |
| YREWSTFAVG |  | PGHCLQLHDR |  | ARSLVVPAYA |  | YRKLHPIQRP |  | IPSAFCFLSH |
| DHGRTWARGH |  | FVAQDTLECQ |  | VAEVETGEQR |  | VVTLNARSHL |  | RARVQAQSTN |
| DGLDFQESQL |  | VKKLVEPPPQ |  | GCQGSVISFP |  | SPRSGPGSPA |  | QWLLYTHPTH |
| SWQRADLGAY |  | LNPRPPAPEA |  | WSEPVLLAKG |  | SCAYSDLQSM |  | GTGPDGSPLF |
| GCLYEANDYE |  | EIVFLMFTLK |  | QAFPAEYLPQ |  |            |  |            |

A: Аланін

C: Цистеїн

D: Аспарагінова кислота

E: Глутамінова кислота

F: Фенілаланін

G: Гліцин

H: Гістидин

I: Ізолейцин

K: Лізин

L: Лейцин

M: Метіонін

N: Аспарагін

P: Пролін

Q: Глутамін

R: Аргінін

S: Серин

T: Треонін

V: Валін

W: Триптофан

Кодований геном білок за функціями належить до гідролаз, глікозидаз. 
Задіяний у таких біологічних процесах як метаболізм ліпідів, деградація ліпідів, вуглеводний обмін, поліморфізм. 
Локалізований у цитоплазмі.